# Taeniorioxa quinaria
Taeniorioxa quinaria är en tvåvingeart som beskrevs av Permkam och Albany Hancock 1995. Taeniorioxa quinaria ingår i släktet Taeniorioxa och familjen borrflugor. Inga underarter finns listade i Catalogue of Life.